# Hemidactylus fasciatus
Espèce
Synonymes
- Leiurus ornatus Gray, 1845
- Hemidactylus formosus Hallowell, 1857

Hemidactylus fasciatus est une espèce de geckos de la famille des Gekkonidae.

## Répartition
Cette espèce se rencontre en Guinée, au Liberia, en Côte d'Ivoire et au Ghana.

## Description
C'est un gecko nocturne a un corps fin et élancé, avec des yeux relativement gros. Le corps est rose pâle ou marron, avec des bandes noires transversales sur tout le corps, bordées de petits points blancs. La première bande démarre sur la nuque et revient sous les yeux. Il peut devenir plus pâle la nuit.

## Taxinomie
La sous-espèce Hemidactylus fasciatus ituriensis a été élevée au rang d'espèce par Wagner, Leaché et Fujita en 2014.

## Publication originale
- Gray, 1842 : Description of some new species of Reptiles, chiefly from the British Museum collection. The Zoological Miscellany, vol. 2, p. 57-59 (texte intégral).